# New Castle (Colorado)
New Castle è un centro abitato (town) degli Stati Uniti d'America, situato nella contea di Garfield dello Stato del Colorado. Nel censimento del 2000 la popolazione era di 1.984 abitanti.

## Geografia fisica
Secondo i rilevamenti dell'United States Census Bureau, New Castle si estende su una superficie di 6,1 km².